# Leichtathletik-Weltmeisterschaften 2001/Diskuswurf der Frauen

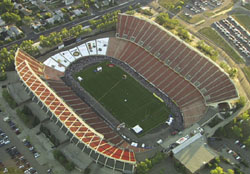
Das Commonwealth Stadium von Edmonton im Jahr 2005

Der Diskuswurf der Frauen bei den Leichtathletik-Weltmeisterschaften 2001 wurde am 9. und 11. August 2001 im Commonwealth Stadium der kanadischen Stadt Edmonton ausgetragen.
Ihren zweiten WM-Titel nach 1995 errang die belarussische Olympiasiegerin von 2000, Olympiadritte von 1996, Vizeweltmeisterin von 1997 und Vizeeuropameisterin von 1994 Elina Swerawa. Sie gewann vor der Rumänin Nicoleta Grasu, die bei den Weltmeisterschaften 1999 und den Europameisterschaften 1998 jeweils Bronze errungen hatte. Auf den dritten Platz kam die griechische Vizeweltmeisterin von 1999 und Olympiazweite von 2000 Anastasia Kelesidou.

## Bestehende Rekorde
| Weltrekord | 76,80 m | Gabriele Reinsch | Neubrandenburg, DDR (heute Deutschland) | 9. Juli 1988    |
| WM-Rekord  | 71,62 m | Martina Hellmann | WM 1987 in Helsinki, Finnland           | 31. August 1987 |

Der bestehende WM-Rekord wurde bei diesen Weltmeisterschaften nicht eingestellt und nicht verbessert.

## Doping
Im März 2005 wurde die ursprüngliche Siegerin Natalja Sadowa aus Russland  nachträglich wegen eines regelwidrig hohen Koffeinwert disqualifiziert. Im Jahre 2006 wurde sie erneut positiv auf verbotene Mittel getestet und anschließend für zwei Jahre gesperrt.
Benachteiligt wurden hier vor allem vier Athletinnen:
- Elina Swerawa (Belarus) – Sie erhielt ihre Goldmedaille erst mir langer Verspätung.
- Anastasia Kelesidou (Griechenland) – Sie erhielt ihre Bronzemedaille erst mir langer Verspätung und konnte nicht an der Siegerehrung teilnehmen.
- Anja Möllenbeck (Deutschland) – Sie lag im Finale nach drei Versuchen auf Platz acht, sodass ihr drei weitere Versuche zugestanden hätten.
- Styliani Tsikouna (Griechenland) – Sie war mit ihren 60,32 m aus der Qualifikation eigentlich für das Finale qualifiziert.

## Legende
Kurze Übersicht zur Bedeutung der Symbolik – so üblicherweise auch in sonstigen Veröffentlichungen verwendet:
| – | verzichtet |
| x | ungültig   |

## Qualifikation
22 Teilnehmerinnen traten in zwei Gruppen zur Qualifikationsrunde an. Die Qualifikationsweite für den direkten Finaleinzug betrug 63,00 m. Vier Athletinnen übertrafen diese Marke (hellblau unterlegt). Das Finalfeld wurde mit den acht nächstplatzierten Sportlerinnen auf zwölf Werferinnen aufgefüllt (hellgrün unterlegt). So mussten schließlich 60,67 m für die Finalteilnahme erbracht werden.

### Gruppe A

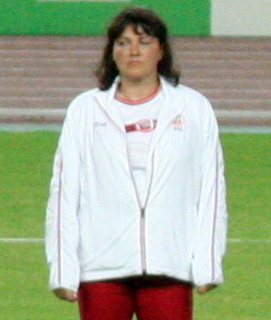
Joanna Wiśniewska – ihre 58,53 m reichten nicht zur Finalteilnahme

9. August 2001, 18:20 Uhr
| Platz | Name                | Nation              | Resultat (m)              | 1. Versuch (m)            | 2. Versuch (m)            | 3. Versuch (m)            |
| 1     | Franka Dietzsch     | Deutschland         | 63,15                     | 59,75                     | 58,71                     | 63,15                     |
| 2     | Seilala Sua         | USA                 | 62,54                     | 62,54                     | 56,16                     | 55,23                     |
| 3     | Věra Pospíšilová    | Tschechien          | 62,27                     | 62,27                     | 58,43                     | x                         |
| 4     | Anastasia Kelesidou | Griechenland        | 62,26                     | 62,12                     | 62,26                     | 61,47                     |
| 5     | Li Qiumei           | Volksrepublik China | 61,90                     | 61,90                     | 60,24                     | x                         |
| 6     | Iryna Jattschanka   | Belarus             | 60,67                     | 60,67                     | 58,31                     | 56,39                     |
| 7     | Joanna Wiśniewska   | Polen               | 58,53                     | 58,53                     | 58,05                     | x                         |
| 8     | Suzanne Powell      | USA                 | 58,19                     | 57,81                     | 57,49                     | 58,19                     |
| 9     | Alison Lever        | Australien          | 54,31                     | 54,31                     | 53,54                     | x                         |
| 10    | Tina McDonald       | Kanada              | 46,98                     | 46,98                     | x                         | x                         |
| DOP   | Natalja Sadowa      | Russland            | für das Finale zugelassen | für das Finale zugelassen | für das Finale zugelassen | für das Finale zugelassen |

### Gruppe B

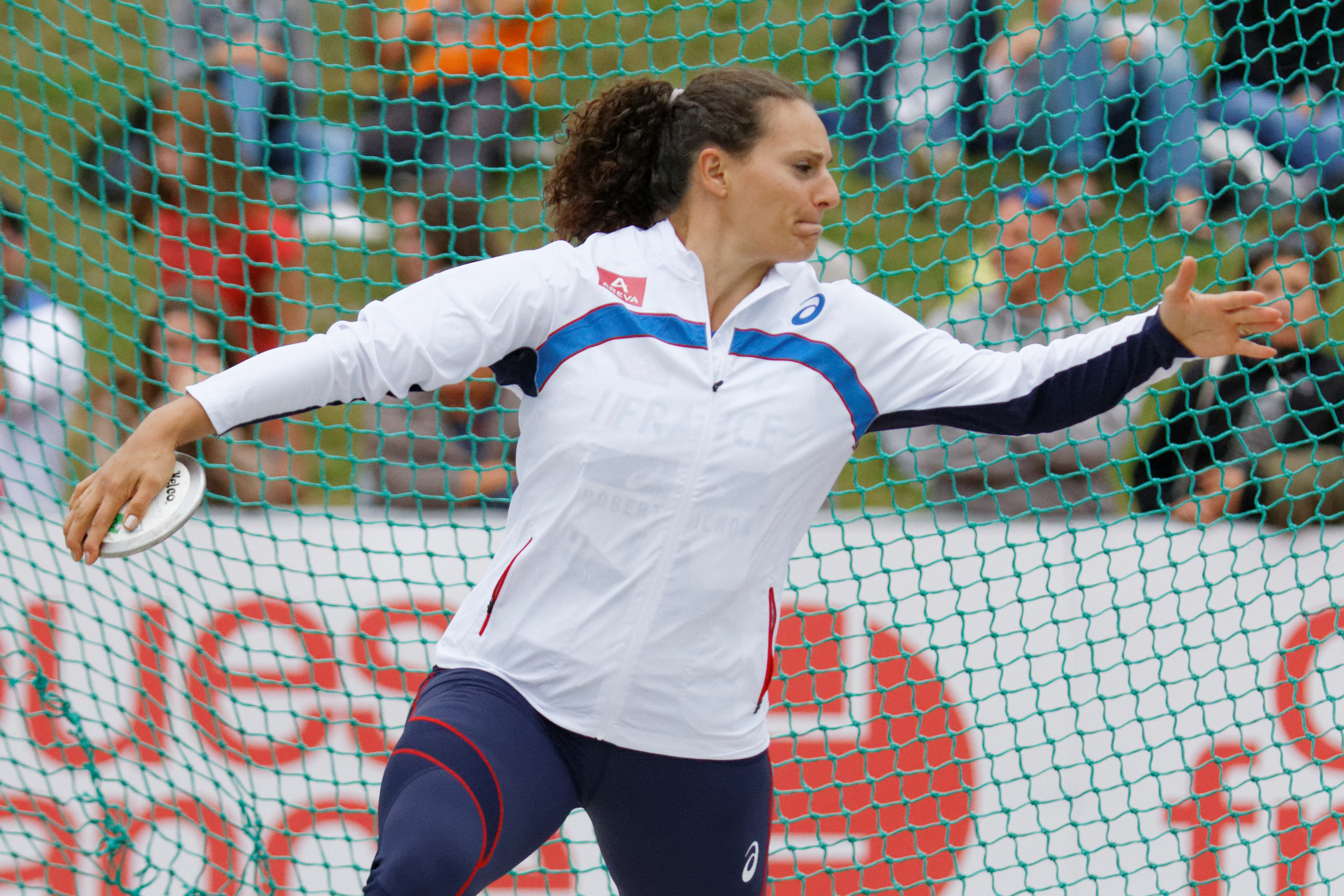
Mélina Robert-Michon schied mit 56,22 m in der Qualifikation aus

9. August 2001, 20:15 Uhr
| Platz | Name                 | Nation       | Resultat (m) | 1. Vers. (m) | 2. Vers. (m) | 3. Vers. (m) | Anmerkung                              |
| 1     | Elina Swerawa        | Belarus      | 65,78        | 65,78        | –            | –            |                                        |
| 2     | Nicoleta Grasu       | Rumänien     | 63,37        | 59,05        | 63,37        | –            |                                        |
| 3     | Kristin Kuehl        | USA          | 62,63        | 59,82        | 60,90        | 62,63        |                                        |
| 4     | Vladimíra Racková    | Tschechien   | 62,32        | 61,29        | 62,32        | 59,33        |                                        |
| 5     | Anja Möllenbeck      | Deutschland  | 60,86        | 60,86        | 57,32        | 57,71        |                                        |
| 6     | Styliani Tsikouna    | Griechenland | 60,32        | 58,53        | 60,32        | 56,13        | eigentlich für das Finale qualifiziert |
| 7     | Ekaterini Vongoli    | Griechenland | 59,98        | 59,98        | x            | 59,58        |                                        |
| 8     | Teresa Machado       | Portugal     | 59,74        | 59,74        | 57,62        | x            |                                        |
| 9     | Olena Antonowa       | Ukraine      | 58,55        | 58,55        | x            | x            |                                        |
| 10    | Neelam Jaswant Singh | Indien       | 56,52        | 56.33        | 56,52        | 55,46        |                                        |
| 11    | Mélina Robert-Michon | Frankreich   | 56,22        | 55,25        | 56,22        | x            |                                        |

## Finale
11. August 2001, 16:00 Uhr
| Platz | Name                | Nation              | Resultat (m) | 1. Versuch (m) | 2. Versuch (m) | 3. Versuch (m) | 4. Versuch (m)                              | 5. Versuch (m)                              | 6. Versuch (m)                              |
| 1     | Elina Swerawa       | Belarus             | 67,10        | x              | 67,10          | x              | 64,70                                       | 65,37                                       | x                                           |
| 2     | Nicoleta Grasu      | Rumänien            | 66,24        | 55,70          | 65,34          | 63,74          | x                                           | 66,24                                       | 65,73                                       |
| 3     | Anastasia Kelesidou | Griechenland        | 65,50        | 61,02          | 65,50          | 62,70          | 63,47                                       | 62,37                                       | 65,14                                       |
| 4     | Franka Dietzsch     | Deutschland         | 65,38        | 63,62          | x              | 63,12          | x                                           | 64,60                                       | 65,38                                       |
| 5     | Seilala Sua         | USA                 | 63,74        | 63,74          | x              | x              | x                                           | x                                           | x                                           |
| 6     | Věra Pospíšilová    | Tschechien          | 61,47        | 60,72          | 59,46          | x              | 60,60                                       | 61,47                                       | x                                           |
| 7     | Kristin Kuehl       | USA                 | 61,04        | 56,91          | 61,04          | x              | 59,81                                       | x                                           | 59,79                                       |
| 8     | Anja Möllenbeck     | Deutschland         | 60,49        | 60,49          | x              | x              | eigentlich zu 3 weiteren Würfen berechtigt  | eigentlich zu 3 weiteren Würfen berechtigt  | eigentlich zu 3 weiteren Würfen berechtigt  |
| 9     | Iryna Jattschanka   | Belarus             | 59,45        | 57,64          | 57,12          | 59,45          | nicht im Finale der besten acht Werferinnen | nicht im Finale der besten acht Werferinnen | nicht im Finale der besten acht Werferinnen |
| 10    | Li Qiumei           | Volksrepublik China | 57,81        | 57,81          | x              | 57,02          | nicht im Finale der besten acht Werferinnen | nicht im Finale der besten acht Werferinnen | nicht im Finale der besten acht Werferinnen |
| 11    | Vladimíra Racková   | Tschechien          | 56,43        | x              | 56,43          | x              | nicht im Finale der besten acht Werferinnen | nicht im Finale der besten acht Werferinnen | nicht im Finale der besten acht Werferinnen |
| DOP   | Natalja Sadowa      | Russland            |              |                |                |                |                                             |                                             |                                             |

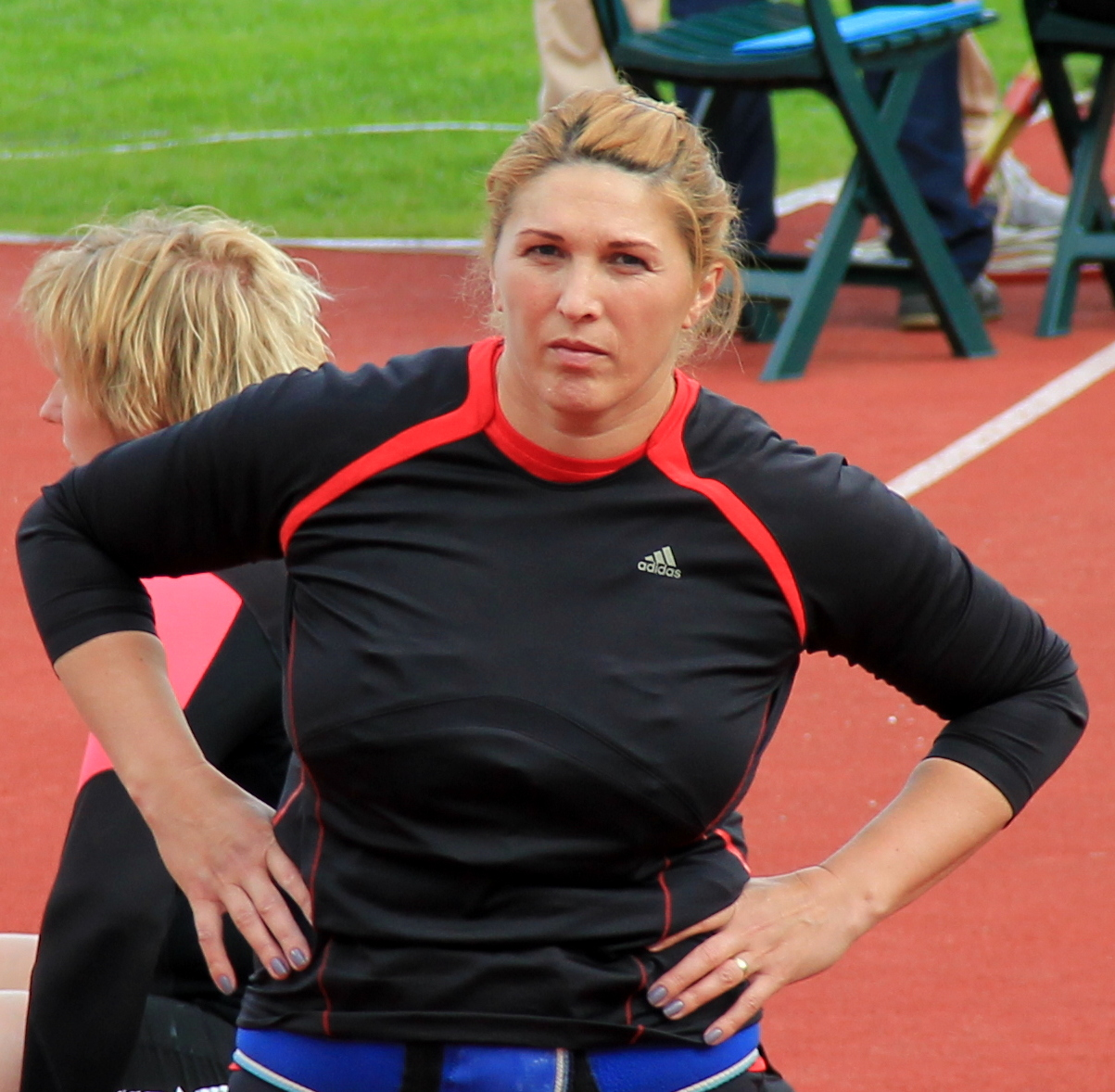
Vizeweltmeisterin Nicoleta Grasu – 1999 WM-Dritte und 1998 EM-Dritte
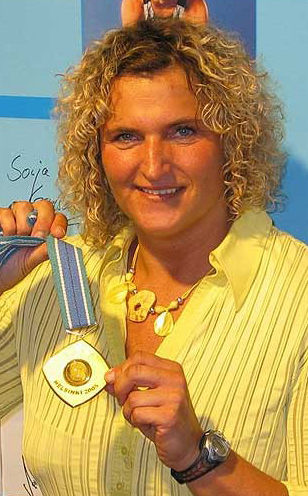
Die Titelverteidigerin und aktuelle Europameister Franka Dietzsch belegte Rang vier
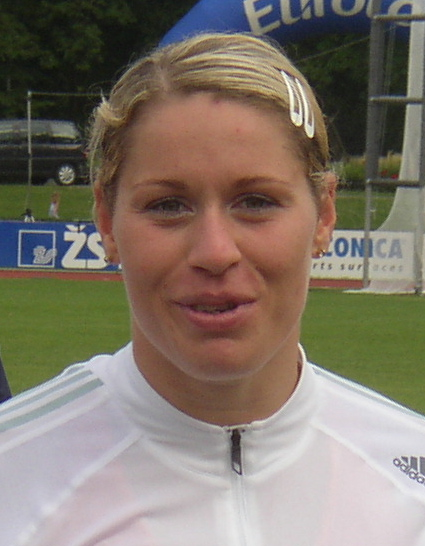
Věra Pospíšilová kam auf den sechsten Platz
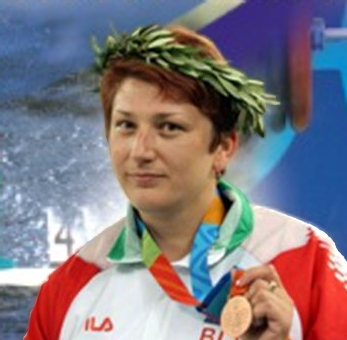
Iryna Jattschanka, 2000 Olympiadritte, erreichte Platz neun – 2003 wurde sie mit 37 Jahren Weltmeisterin, im Jahr darauf wurde sie als Olympiasiegerin des Dopingbetrugs überführt und musste ihre Goldmedaille zurückgeben